# Uwe Jurdeczka

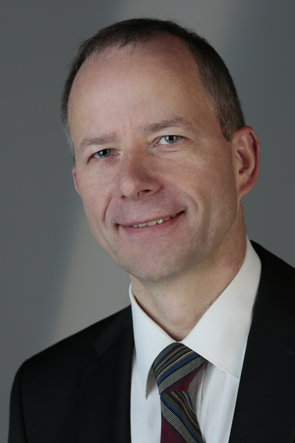
Uwe Jurdeczka, 2015

Uwe Jurdeczka (* 13. März 1964 in Altenburg) ist ein deutscher Ingenieur und Wissenschaftler. In seiner beruflichen Laufbahn in der Industrie beschäftigt er sich schwerpunktmäßig mit der Qualitätsplanung und -sicherung. Seit 2016 ist er mit der Entwicklung innovativer anwendungsbereiter Produktionstechnologien befasst. Er ist Lehrbeauftragter an der Hochschule Harz in Wernigerode und hält dort seit 2012 Vorlesungen im Qualitätsmanagement am Fachbereich Automatisierung und Informatik.

## Leben und Wirken
Nach der Schule in Borna bei Leipzig und in Lobstädt, der Berufsausbildung im Stahl- und Walzwerk Brandenburg und dem Abitur an der Abendschule in Borna studierte Uwe Jurdeczka von 1985 bis 1990 Erzeugung von Eisenwerkstoffen an der Bergakademie Freiberg (heute TU Bergakademie Freiberg). Anschließend folgten die Mitarbeit in einer Forschungsgruppe am Eisenhütten-Institut (heute Institut für Eisen- und Stahltechnologie) der Bergakademie Freiberg.
1993 ging Jurdeczka als COMETT-II-Stipendiat im Rahmen eines EG-Programmes an das Untersuchungszentrum für Stahlanwendung (OCAS) in Zelzate (Belgien). Ab 1994 folgten mehrere Stationen in Industrieunternehmen, jeweils mit Bezug zur Automobilindustrie als Zulieferer. So war er von 1996 bis 2005 mit verschiedenen Aufgaben in der Georg Fischer GmbH in Leipzig betraut. Von 2006 bis 2009 war er Leiter Qualitätsmanagement bei der Magna International Stanztechnik GmbH. Diese Erfahrung brachte er ab 2009 in die Qualitätssicherung für Rohbau und Komponenten bei der ALSTOM Transport Deutschland GmbH ein. Hier gelang die Entwicklung eines weitgehend gerätegestützten Verfahrens zur Vollständigkeitsprüfung von Wagenkästen und ähnlichen Konstruktionen. 2020 wurde dafür ein erstes Patent erteilt (US10706523B2, weitere Anmeldungen in Europa und Australien sind noch offen).
2017 stellte er nach vier Semestern seine Dissertationsschrift fertig für die Promotion mit einem „Beitrag zur modellbasierten Vollständigkeitsprüfung von Anbauteilen an Stahlbau-Strukturen, vertieft an Schienenfahrzeug-Wagenkästen mit ca. 300 Haltern, Laschen und Erdungskontakten, Messvolumen 20 m × 3 m × 3 m“ am Institut für Produktionsmesstechnik der TU Braunschweig.
Im Jahr 2021 wurde das ALSTOM-Kompetenzzentrum für additive Fertigung, speziell mit Metallen, am Standort in Salzgitter eingerichtet. Daran war er maßgeblich beteiligt.

## Forschungsgebiete
Jurdeczka arbeitet hauptsächlich auf den Gebieten des 3D-Scannens und des 3D-Druckens.
Ihm gelang die Beschreibung einer Vollständigkeitsprüfung für Stahlkonstruktionen (beispielhaft an Wagenkästen für Schienenfahrzeuge, ca. 20 m × 3 m × 3 m). Das verwendete 3D-Scannen mittels Terrestrischem Laserscanner erfordert die Registrierung von Punktwolken. Dazu und zum Überlagern eines 3D-Models mit der registrierten Punktwolke hat Jurdeczka Anwendungsuntersuchungen durchgeführt. Softwareseitig werden Differenzbilder seit den 2000er Jahren als Standard-Funktion angeboten. Einer Anwendung für die Vollständigkeitprüfung von großen Stahlkonstruktionen stand bisher die Ausnutzung der Fertigungstoleranzen entgegen. Diese Limitierung konnte Jurdeczka aufheben durch das von ihm eingeführte bereichsweise Feinausrichten (Patent US10706523B2 und weitere). Für diese wissenschaftliche Leistung erfuhr er Anerkennung und die Einladung zu mehreren Kongressen (Oldenburger 3D-Tage; GMA/ITG-Conference, Nürnberg; 3D-Nordost, Berlin).
Für die Additive Fertigung konnte Jurdeczka neue Anwendungen erschließen. Dabei kombiniert er sowohl klassische als auch hybride Verfahren für die Fertigung von Produkten aus Metallen.
Neben dem DSLM-Verfahren (Direct Selective Laser Melting) der additiven Fertigung für große Teile aus Metall untersuchte Jurdeczka hier auch die Anwendung von hybriden Fertigungsverfahren (MIM/FFF kombiniert mit DLSM). Dies eröffnet der additiven Fertigung mit metallischen Werkstoffen künftig weitere Anwendungen.
Weitere Innovationen in Schienenfahrzeugbau wurden durch seine aktuellen Arbeiten eingeführt oder befördert:
- Radscheiben mit aufgetragener Verschleißschicht bzw. Verschleißreparaturschicht[4],
- die Ausführung eines Leichtbau-Wagenkastens mit einer integrierenden Bodenplatte[8],
- und ganz besonders die Nutzung von Wasserstoff für den Antrieb[9]

Aus seiner Beschäftigung mit Laserstrahlen heraus gelang es ihm auch, neue Strahlanwendungen zu erschließen.
Die dort beschriebene Anwendung von Laserstrahlen führt zu einem definierten Reibbeiwert zwischen Rad und Schiene. Dieser ist für den sicheren und wirtschaftlichen Betrieb von Schienenfahrzeugen sehr wichtig.

## Auszeichnungen
- 1998: Anerkennung für die Einführung eines Umweltmanagementsystems in einer Gießerei auf dem Welt-Gießereikongreß in Budapest
- 2008: Q1 Quality Award der Ford Motor Company
- 2012: Berufung in den Beirat Wirtschaftsingenieurwesen am Fachbereich Automatisierung und Informatik
- 2019: Q1 Einstufung bei der Deutschen Bahn AG
- 2019: Berufung in den Beirat Beirats Ingenieurstudium am Fachbereich Automatisierung und Informatik

## Veröffentlichungen
- Beitrag zur modellbasierten Vollständigkeitsprüfung von Anbauteilen an Stahlbau-Strukturen, vertieft an Schienenfahrzeug-Wagenkästen mit ca. 300 Haltern, Laschen und Erdungskontakten, Messvolumen 20 m × 3 m × 3 m. Dissertation an der TU Braunschweig. Shaker Verlag 2018, ISBN 978-3-8440-5801-7.
- 3D-Scannen von Schienenfahrzeug-Wagenkästen und daraus abgeleitete modellbasierte Analyse am Beispiel Maßprüfung und Vollständigkeitsprüfung. In: Photogrammetrie, Laserscanning, optische 3D-Messtechnik : Beiträge der Oldenburger 3D-Tage 2020. 2020, ISBN 978-3-87907-688-8.
- Konzeption zur Vollständigkeitsprüfung von gefügten Strukturen am Beispiel Schienenfahrzeugwagenkästen. In: 18. GMA/ITG-Conference Sensors and Measurementsystems 2016, Nürnberg. 2016, ISBN 978-3-9816876-0-6.
- Vollständigkeitsprüfung an Schienenfahrzeug-Wagenkästen. In: 3D-NordOst 2016: Tagungsband 19. Anwendungsbezogener Workshop zur Erfassung, Modellierung, Verarbeitung und Auswertung von 3D-Daten: Berlin 01./02. Dezember 2016. 1.  Auflage. Gesellschaft zur Förderung angewandter Informatik, Berlin 2016, ISBN 978-3-942709-16-3.
- U. Jurdeczka: Modellbasierte Analyse von Stahlbau-Strukturen, am Beispiel Maßprüfung und Vollständigkeitsprüfung an Schienenfahrzeug-Wagenkästen. In: 3D-NordOst 2018: Tagungsband 21. Anwendungsbezogener Workshop zur Erfassung, Modellierung, Verarbeitung und Auswertung von 3D-Daten: Berlin, 06./07. Dezember 2018. Gesellschaft zur Förderung angewandter Informatik e. V. (GFaI), Berlin, Germany 2018, ISBN 978-3-942709-19-4.
- P3.3 Modellbasierte Analyse von Stahlbau-Strukturen, am Beispiel Maßprüfung und Vollständigkeitsprüfung an Schienenfahrzeug-Wagenkästen mittels 3D-Scan und Software-Algorithmus. In: 20. GMA/ITG-Conference Sensors and Measurementsystems 2019, Nürnberg, Tagungsband. 2019, ISBN 978-3-9819376-0-2, S. 763–768, doi:10.5162/sensoren2019/P3.3.
- Concept for completeness checking of joined structures exemplified on rail vehicle car body shells. In: Journal of Sensors and Sensor Systems. Band 6, Nr. 1, 31. Januar 2017, S. 53–63, doi:10.5194/jsss-6-53-2017.
- Model-based analysis of constructional steel structures exemplified by dimensional checking on railway car shells using 3D scanning. In: Journal of Sensors and Sensor Systems. Band 9, Nr. 1, 20. März 2020, S. 109–116, doi:10.5194/jsss-9-109-2020.
- mit P. Penchev, K. Essa, u. a. System-level integration tools for laser-based powder bed fusion enabled process chains. In: Journal of Manufacturing Systems. Band 50, 1. Januar 2019, S. 87–102, doi:10.1016/j.jmsy.2018.12.003.
- Speicherung von Wasserstoff in einem Schienenfahrzeug. In: 5. Energy Excellence Forum, 15.-16.05.2019, Mainova AG, Frankfurt a. M. 2019, doi:10.13140/RG.2.2.28318.28482 (Konferenzbeitrag).
- Optisches Prüfsystem für variantenreiche Montageprozesse. In: QZ. Band 61, Nr. 7. Carl-Hanser Verlag, München 2016.

## Belege
1. ↑  Uwe Jurdeczka: Concept for completeness checking of joined structures exemplified on rail vehicle car body shells. In: Journal of Sensors and Sensor Systems. Band 6, Nr. 1, 31. Januar 2017, S. 53–63, doi:10.5194/jsss-6-53-2017.
2. ↑  Uwe Jurdeczka: Model-based analysis of constructional steel structures exemplified by dimensional checking on railway car shells using 3D scanning. In: Journal of Sensors and Sensor Systems. Band 9, Nr. 1, 20. März 2020, S. 109–116, doi:10.5194/jsss-9-109-2020.
3. ↑  Patent  US10706523B2.‌
4. 1 2  Patent  EP3695933A1.‌
5. ↑  Patent  DE102019115770B4.‌
6. ↑  Pavel Penchev u. a.: System-level integration tools for laser-based powder bed fusion enabled process chains. In: Journal of Manufacturing Systems. Band 50, 1. Januar 2019, S. 87–102, doi:10.1016/j.jmsy.2018.12.003.
7. ↑  MAESTRO Projekt
8. ↑  Patent  DE102018102579B4.‌
9. ↑  Uwe Jurdeczka: Speicherung von Wasserstoff in einem Schienenfahrzeug. In: Conference: Programm Energy Excellence Forum 2019. 2019, doi:10.13140/RG.2.2.28318.28482 (Konferenzbeitrag).
10. ↑  Patent  DE102019101373A1.‌
11. ↑  Patent  EP3683116A1.‌

| Personendaten    | Personendaten                           |
| ---------------- | --------------------------------------- |
| NAME             | Jurdeczka, Uwe                          |
| KURZBESCHREIBUNG | deutscher Ingenieur und Wissenschaftler |
| GEBURTSDATUM     | 13. März 1964                           |
| GEBURTSORT       | Altenburg                               |